# لایسی
لِسی یا لِیسی (انگلیسی: LaCie) یکی از شرکت‌های پیشرو در عصر تکنولوژی تولید هارد اکسترنال است که با اصالتی آمریکایی-فرانسوی در سال ۱۹۸۷ در فرانسه تأسیس شد و در سال ۱۹۹۵ به آمریکا نقل مکان کرد. این شرکت در سال ۲۰۱۴ به قیمت ۱۸۶ میلیون دلار به شرکت آمریکایی سیگیت فروخته شد.